# Liste der denkmalgeschützten Objekte in Obernberg am Inn
Die Liste der denkmalgeschützten Objekte in Obernberg am Inn enthält die 28 denkmalgeschützten, unbeweglichen Objekte der Gemeinde Obernberg am Inn in Oberösterreich (Bezirk Ried im Innkreis).

## Denkmäler
| Foto |                 | Denkmal | Standort                                                   | Beschreibung | Metadaten |
| ---- | --------------- | --- | ---------------------------------------------------------- | --- | --- |
| ja   | Datei hochladen | Bezirksgericht (ehem. Schloss), Wohnhaus, ehem. Schüttkasten, ehem. Stallungen HERIS-ID: 46345 Objekt-ID: 48225 | Bezirksgerichtsgasse 4, 5 Standort KG: Obernberg am Inn    | Die Feste Obernberg stand auf einem Plateau an einem steilen Abhang über dem Inntal. Von der einstigen Burg ist am Anfang des 21. Jahrhunderts nur mehr wenig erhalten. Um 1887 wurden die Teile der äußeren Mauern mit den angrenzenden Bauten und der Bergfried abgetragen. Später entfernte man auch das Schlosstor und die Zugbrücke. Der einstmals tiefen Gräben wurden fast gänzlich aufgefüllt. Von der alten Burg sind noch einige Mauern im Westen der Anlage mit Gebäuden die eine Falknerei beherbergen, der Brunnen und der Schüttkasten erhalten. Das einstöckige Schlossgebäude mit markanten Giebel entstand 1550 als letztes Gebäude. Es diente als Wohnhaus und Amtssitz der Pfleger und war bis zu dessen Auflassung 2004 Sitz des Bezirksgerichtes für den Gerichtsbezirk Obernberg am Inn. | BDA-Hist.: Q1013376 Status: Bescheid Stand der BDA-Liste: 2025-06-30 Name: Bezirksgericht (ehem. Schloss), Wohnhaus, ehem. Schüttkasten, ehem. Stallungen GstNr.: 303/2, .231, .232, 303/1 Burg Obernberg               |
| ja   | Datei hochladen | Kath. Pfarrkirche Hl. Abendmahl des Herrn und Friedhof HERIS-ID: 52444 Objekt-ID: 59250                         | bei Kirchenplatz 3 Standort KG: Obernberg am Inn           | An der Stelle einer romanischen Gozleichmanskapelle errichtete man 1437 die Kirche (Gottsleichnamspfarrkirche), die dem hl. Abendmahl geweiht ist. Die St.-Anna-Kapelle wurde 1523 geweiht. Der kreuzrippengewölbte Chor mit Fünfachtelschluss ist gegenüber dem dreischiffigen Langhaus mit drei Jochen stark eingezogen. Das Mittelschiff hat ein Kreuzgratgewölbe, die Seitenschiffe sind unterschiedlich gestaltet. Die Gewölberippen des südlichen Schiffes wurden abgeschlagen, das gotische Kreuzrippengewölbe im nördlichen Seitenschiff ist noch erhalten. Der Turm ist an der Basis gotisch mit einer kreuzrippengewölbten Vorhalle und erhielt 1888 einen barocken Zwiebelhelm mit Laterne. Am Turm angebaut befindet sich die Anna-Kapelle mit Resten von Fresken aus der Zeit zwischen 1520 und 1530. Der Hochaltar ist von 1838, die Seitenaltäre von 1846. Aus der Schwanthalerwerkstätte stammen die Altarfiguren, die auf dem Ambo und im Triumphbogen. | BDA-Hist.: Q22030618 Status: § 2a Stand der BDA-Liste: 2025-06-30 Name: Kath. Pfarrkirche Hl. Abendmahl des Herrn und Friedhof GstNr.: .1, 77/1 Kath. Pfarrkirche und Friedhof Obernberg am Inn                         |
| ja   | Datei hochladen | Pfarrhof HERIS-ID: 83101 Objekt-ID: 96968                                                                       | Kirchenplatz 9 Standort KG: Obernberg am Inn               | Eine Zustiftung von 1416 erlaubte dem Pfarrwidum Obernberg die Gründung des Pfarrhofes. Soweit bekannt ist, brannte das Haus mindestens dreimal ab und wurde unter Pfarrer Heindl (1815 bis 1845 in Obernberg) so gut wie neu erbaut. Bei den Bränden ging ein Teil der Dokumente verloren und so ist nicht bekannt wo die Pfarrer beziehungsweise die Pfarrvikare des Passauer Domkapitels vorher wohnten. | BDA-Hist.: Q38179843 Status: § 2a Stand der BDA-Liste: 2025-06-30 Name: Pfarrhof GstNr.: 6 |
| ja   | Datei hochladen | Bürgerhaus, Johann Peham's Schiffmeisterhaus samt 2 Wirtschaftsflügeln HERIS-ID: 46437 Objekt-ID: 48452         | Konrad Meindl Straße 9 Standort KG: Obernberg am Inn       | Das Wohnhaus samt zwei Wirtschaftsflügel, welche um einen Innenhof gruppiert sind, wurde 1796 errichtet. Die Anlage zeichnet sich durch baukünstlerische Details wie Fenstergitter und Gewölbe aus und ist unversehrt überliefert. | BDA-Hist.: Q38021560 Status: Bescheid Stand der BDA-Liste: 2025-06-30 Name: Bürgerhaus, Johann Peham's Schiffmeisterhaus samt 2 Wirtschaftsflügeln GstNr.: 30                                                           |
| ja   | Datei hochladen | Stadttor, Rathaustor HERIS-ID: 82575 Objekt-ID: 96408                                                           | Marktplatz 1 Standort KG: Obernberg am Inn                 | Das Rathaustor steht auf der Grenze zwischen dem alten und dem neuen Markt. Über dem Torbogen, durch den die Poststraße von Passau nach Salzburg führte, befand sich früher der Rathaussaal und die Kanzlei des Marktgerichtes. Auf der Innenseite befindet sich das Wappen von Wiguleus Fröschl von Marzoll, das Wappen des Hochstiftes Passau und die Jahreszahl 1511. In diesem Jahr ließ Fröschl das Tore renovieren. Am Anfang des 19. Jahrhunderts wurde die Zugbrücke des Tores entfernt und der vor dem Tor liegende Metzgergraben aufgefüllt. | BDA-Hist.: Q38178857 Status: § 2a Stand der BDA-Liste: 2025-06-30 Name: Stadttor, Rathaustor GstNr.: .62 Rathaustor, Obernberg am Inn                                                                                   |
| ja   | Datei hochladen | Bürgerhaus, Weilhartische Behausung, ehem. auch Pflieglhaus HERIS-ID: 41746 Objekt-ID: 42312                    | Marktplatz 2 Standort KG: Obernberg am Inn                 | | BDA-Hist.: Q38002547 Status: Bescheid Stand der BDA-Liste: 2025-06-30 Name: Bürgerhaus, Weilhartische Behausung, ehem. auch Pflieglhaus GstNr.: .64                                                                     |
| ja   | Datei hochladen | Bürgerhaus, Oberdorf'sche Behausung, heute Wörndlehaus HERIS-ID: 38339 Objekt-ID: 37877                         | Marktplatz 3 Standort KG: Obernberg am Inn                 | Das Wörndlehaus entstand zwischen dem 11. und dem 15. Jahrhundert in mehreren Bauabschnitten. Der Bau hat giebelseitig vier Achsen und zusammen mit dem Giebelaufsatz vier Ebenen. Die vom Platz aus gesehene Fassade ist fünfachsig mit drei Geschoßen und einer Attika. Die Türen und Fenster im Erdgeschoß haben Bogenlaibungen mit Blechläden. Die Obergeschoße sind mit Stuckornamenten verziert. Johann Baptist Modler schuf diese bemerkenswerten Fassaden im Jahre 1768. | BDA-Hist.: Q37980610 Status: Bescheid Stand der BDA-Liste: 2025-06-30 Name: Bürgerhaus, Oberdorf'sche Behausung, heute Wörndlehaus GstNr.: .65 Oberdorf'sche Behausung, Wörndlehaus, Obernberg am Inn                   |
| ja   | Datei hochladen | Bürgerhaus, Walterische Behausung, Apotheke zur hl. Jungfrau HERIS-ID: 38340 Objekt-ID: 37878                   | Marktplatz 4 Standort KG: Obernberg am Inn                 | Im Mittelpunkt der Stuckfassade aus der Mitte des 18. Jahrhunderts steht die Relieffigur der Maria Immaculata. Über ihr schwebt unter einer runden Verdachung der Heilige Geist. Die Kartusche unter der Figur trägt die Inschrift „zur heiligen Jungfrau“. Das Erdgeschoß ist genutet, Türen und Fenster haben Bogenlaibungen mit Blechläden. Die Fenster in der vierachsige Fassade darüber sind reich mit Stuck geschmückt. Über den Fenstern des ersten Obergeschoßes befinden sich Allegorien der vier Jahreszeiten. Durch den stuckverzierten Giebelaufsatz wird das Haus auch horizontal in vier Ebenen gegliedert. Die Fassade wurden in der Mitte des 18. Jahrhunderts von Johann Baptist Modler geschaffen. Modler lebte von 1729 bis 1736 in Obernberg und war vor allem im südbayerischen Raum als Stuckateur tätig. | BDA-Hist.: Q37980622 Status: Bescheid Stand der BDA-Liste: 2025-06-30 Name: Bürgerhaus, Walterische Behausung, Apotheke zur hl. Jungfrau GstNr.: .66 Walterische Behausung, Apotheke zur hl. Jungfrau, Obernberg am Inn |
| ja   | Datei hochladen | Gasthaus, Arndorfersche Behausung HERIS-ID: 46453 Objekt-ID: 48499                                              | Marktplatz 8 Standort KG: Obernberg am Inn                 | Seit dem 18. Jahrhundert sind die Besitzer dieser Brauerei und Gastwirtschaft im Josephinische Lagebuch nachweisbar. Ursprünglich bestand die Anlage aus einem Vorderhaus und einem Hofflügel, wurde aber bereits in der frühen Neuzeit zusammengebaut. Die Fassade stammt um 1875 und ist im Stile der Neorenaissance. | BDA-Hist.: Q38021730 Status: Bescheid Stand der BDA-Liste: 2025-06-30 Name: Gasthaus, Arndorfersche Behausung GstNr.: .81 Gasthaus Marktplatz 8, Obernberg am Inn                                                       |
| ja   | Datei hochladen | Bürgerhaus, Pallhammersche Behausung, ehem. auch Glaserhaus HERIS-ID: 47036 Objekt-ID: 49520                    | Marktplatz 14 Standort KG: Obernberg am Inn                | Die „Pallhammersche Behausung“ stammt aus dem 16./17. Jahrhundert. Das giebelständige Haus hat einen flachen erkerartigen Vorbau und rechts, neben der Treppe zum Eingang, eine Falltür als Abgang zum Keller. | BDA-Hist.: Q38025299 Status: Bescheid Stand der BDA-Liste: 2025-06-30 Name: Bürgerhaus, Pallhammer'sche Behausung, ehem. auch Glaserhaus GstNr.: .89                                                                    |
| ja   | Datei hochladen | Bürgerhaus, Modler'sche Behausung HERIS-ID: 38341 Objekt-ID: 37879                                              | Marktplatz 17 Standort KG: Obernberg am Inn                | | BDA-Hist.: Q37980632 Status: Bescheid Stand der BDA-Liste: 2025-06-30 Name: Bürgerhaus, Madler'sche Behausung GstNr.: .93/1 Modler'sche Behausung, Obernberg am Inn                                                     |
| ja   | Datei hochladen | Gurtentor, Heimathaus HERIS-ID: 82576 Objekt-ID: 96409                                                          | Marktplatz 22 Standort KG: Obernberg am Inn                | | BDA-Hist.: Q38178868 Status: § 2a Stand der BDA-Liste: 2025-06-30 Name: Gurtentor, Heimathaus GstNr.: .99 Gurtentor, Heimathaus, Obernberg am Inn                                                                       |
| ja   | Datei hochladen | Bürgerhaus HERIS-ID: 22249 Objekt-ID: 18580                                                                     | Marktplatz 25 Standort KG: Obernberg am Inn                | In der für die Inn-Salzachgegend typischen, spätmittelalterlich-frühneuzeitlichen, giebelständigen Hausanlage befinden sich einige baugeschichtlich bemerkenswerte Gewölbe und Balkendecken. | BDA-Hist.: Q37868173 Status: Bescheid Stand der BDA-Liste: 2025-06-30 Name: Bürgerhaus GstNr.: .102 |
| ja   | Datei hochladen | Bürgerhaus HERIS-ID: 47038 Objekt-ID: 49522                                                                     | Marktplatz 26 Standort KG: Obernberg am Inn                | Das Haus steht mit dem Schweifgiebel in Richtung Marktplatz. Im Giebel befinden sich eine zwei Aufziehöffnungen die durch Holzläden abgeschlossen sind. Die Fenster sind mit geschwungenen Putzfaschen umrahmt. Im Inneren des Gebäudes aus dem 16./17. Jahrhundert sind verschiedene Gewölbearten nebeneinander ausgeführt. | BDA-Hist.: Q38025314 Status: Bescheid Stand der BDA-Liste: 2025-06-30 Name: Bürgerhaus GstNr.: .103 |
| ja   | Datei hochladen | Wappenstein der ehem. Springer'schen Behausung HERIS-ID: 111215 Objekt-ID: 129004                               | bei Marktplatz 27 Standort KG: Obernberg am Inn            | | BDA-Hist.: Q37822653 Status: Bescheid Stand der BDA-Liste: 2025-06-30 Name: Wappenstein der ehem. Springer'schen Behausung GstNr.: .104                                                                                 |
| ja   | Datei hochladen | Wohnhaus, ehem. Kolpinghaus HERIS-ID: 76400 Objekt-ID: 89961seit 2012                                           | Marktplatz 34 Standort KG: Obernberg am Inn                | | BDA-Hist.: Q38143860 Status: Bescheid Stand der BDA-Liste: 2025-06-30 Name: Wohnhaus, ehem. Kolpinghaus GstNr.: .111 |
| ja   | Datei hochladen | Ehem. Gasthof Bayerischer Hof, heute Rathaus HERIS-ID: 46249 Objekt-ID: 47977                                   | Marktplatz 36 Standort KG: Obernberg am Inn                | | BDA-Hist.: Q38020187 Status: Bescheid Stand der BDA-Liste: 2025-06-30 Name: Ehem. Gasthof Bayerischer Hof, heute Rathaus GstNr.: .113                                                                                   |
| ja   | Datei hochladen | Brunnen HERIS-ID: 83167 Objekt-ID: 97036                                                                        | bei Marktplatz 36 Standort KG: Obernberg am Inn            | Der Stephanusbrunnen ist mit 1658 bezeichnet und wurde vermutlich anstelle einer Roßtränke errichtet. Die Brunnenfigur des hl. Stephanus ist aus Sandstein. | BDA-Hist.: Q38180041 Status: § 2a Stand der BDA-Liste: 2025-06-30 Name: Brunnen GstNr.: 826/2 Brunnen, Obernberg am Inn                                                                                                 |
| ja   | Datei hochladen | Bürgerhaus, sog. Dutzische Behausung HERIS-ID: 82609 Objekt-ID: 96445                                           | Marktplatz 39 Standort KG: Obernberg am Inn                | | BDA-Hist.: Q38178920 Status: § 57-Mandatsbescheid Stand der BDA-Liste: 2025-06-30 Name: Bürgerhaus, sog. Dutzische Behausung GstNr.: 76/4                                                                               |
| ja   | Datei hochladen | Tabernakelpfeiler, Kopfstätte HERIS-ID: 83168 Objekt-ID: 97037                                                  | bei Therese Riggle Straße 18 Standort KG: Obernberg am Inn | Der Bildstock erinnert an eine der beiden Richtstätten von Obernberg. Ab 1407 war das Pflegschaftsgericht der Herrschaft Obernberg auch für Fälle des Blutgerichtes zuständig. Die durch den Fürsten von Passau bestätigten Urteile wurden auf der „hochfürstlichen Pflegsgericht uralten maleficischen Justifications- oder Köpfstätte“ sowie am Galgenfeld im Ortsteil Gurten vollstreckt. | BDA-Hist.: Q38180053 Status: § 2a Stand der BDA-Liste: 2025-06-30 Name: Tabernakelpfeiler, Kopfstätte GstNr.: 827/5 |
| ja   | Datei hochladen | Ehem. Schatzl'sche Behausung (östlicher Teil) HERIS-ID: 111416 Objekt-ID: 129249seit 2012                       | Ufergasse 1 Standort KG: Obernberg am Inn                  | | BDA-Hist.: Q37824142 Status: Bescheid Stand der BDA-Liste: 2025-06-30 Name: Ehem. Schatzl'sche Behausung (östlicher Teil) GstNr.: .27                                                                                   |
| ja   | Datei hochladen | Ehem. Schatzl'sche Behausung (westlicher Teil) HERIS-ID: 82614 Objekt-ID: 96450seit 2012                        | Ufergasse 3 Standort KG: Obernberg am Inn                  | | BDA-Hist.: Q38178933 Status: Bescheid Stand der BDA-Liste: 2025-06-30 Name: Ehem. Schatzl'sche Behausung (westlicher Teil) GstNr.: .28, .29                                                                             |
| ja   | Datei hochladen | Bürgerhaus HERIS-ID: 82617 Objekt-ID: 96453seit 2012                                                            | Ufergasse 5 Standort KG: Obernberg am Inn                  | | BDA-Hist.: Q38178941 Status: Bescheid Stand der BDA-Liste: 2025-06-30 Name: Bürgerhaus GstNr.: .30 Ufergasse 5 (Obernberg am Inn)                                                                                       |
| ja   | Datei hochladen | Bürgerhaus, sog. Ufertor HERIS-ID: 38343 Objekt-ID: 37881                                                       | Ufergasse 19 Standort KG: Obernberg am Inn                 | | BDA-Hist.: Q37980645 Status: Bescheid Stand der BDA-Liste: 2025-06-30 Name: Bürgerhaus, sog. Ufertor GstNr.: .43 Ufertor (Obernberg am Inn)                                                                             |
| ja   | Datei hochladen | Ehem. Ledererhaus (Vorderhaus) mit Betriebsgebäuden HERIS-ID: 45847 Objekt-ID: 47309                            | Vormarkt Gurten 44 Standort KG: Obernberg am Inn           | | BDA-Hist.: Q38017831 Status: Bescheid Stand der BDA-Liste: 2025-06-30 Name: Ehem. Ledererhaus (Vorderhaus) mit Betriebsgebäuden GstNr.: 547, .272 Ledererhaus (Obernberg am Inn)                                        |
| ja   | Datei hochladen | Bürgerhaus, Pittnersche Behausung/Seifensiederhaus HERIS-ID: 45346 Objekt-ID: 46638                             | Vormarkt Gurten 47 Standort KG: Obernberg am Inn           | | BDA-Hist.: Q38015247 Status: Bescheid Stand der BDA-Liste: 2025-06-30 Name: Bürgerhaus, Pittner'sche Behausung/Seifensiederhaus GstNr.: 462 Seifensiederhaus (Obernberg am Inn)                                         |
| ja   | Datei hochladen | Ehem. Mauthaus HERIS-ID: 23219 Objekt-ID: 19569                                                                 | Vormarkt Ufer 1 Standort KG: Obernberg am Inn              | | BDA-Hist.: Q37874999 Status: Bescheid Stand der BDA-Liste: 2025-06-30 Name: Ehem. Mauthaus GstNr.: .227 |
| BW   | Datei hochladen | Villa „Altes Schiffsmeisterhaus“ HERIS-ID: 83151seit 2025                                                       | Vormarkt Ufer 22 Standort KG: Obernberg am Inn             | | BDA-Hist.: Q135183758 Status: Bescheid Stand der BDA-Liste: 2025-06-30 Name: Villa „Altes Schiffsmeisterhaus“ GstNr.: 257/1                                                                                             |
| ja   | Datei hochladen | Kath. Filialkirche hl. Nikolaus, Kulturhaus HERIS-ID: 52445 Objekt-ID: 59251                                    | Vormarkt Ufer Standort KG: Obernberg am Inn                | Die Schifferkirche St. Nikolaus wurde in der Mitte des 15. Jahrhunderts errichtet. Sie hat ein Schiff mit einer flachen Decke und einen leicht eingezogenen Chor mit Dreiachtelschluss. Der Turm mit dem spitzen Helm ist ein sechseckiger Dachreiter der erkerartig in der Mitte der Außenwand beginnt. Die Kirche wurde von den Salzschiffern Obernbergs (Nauflezergilde) erhalten. Nach dem Niedergang der Salzbeförderung auf dem Inn verfiel die Kirche. In der Mitte des 20. Jahrhunderts wurde die Kirche renoviert und dient seit 1978 als Kulturhaus und Veranstaltungsraum für Ausstellungen und Konzerte. | BDA-Hist.: Q38051415 Status: § 2a Stand der BDA-Liste: 2025-06-30 Name: Kath. Filialkirche hl. Nikolaus, Kulturhaus GstNr.: .213 Filialkirche hl. Nikolaus, Kulturhaus, Obernberg am Inn                                |

## Ehemaliges Denkmal
| Foto |                 | Denkmal                                                               | Standort                                               | Beschreibung | Metadaten |
| ---- | --------------- | --------------------------------------------------------------------- | ------------------------------------------------------ | ------------ | --- |
| ja   | Datei hochladen | Wohnhaus, ehem. Bürgerspital HERIS-ID: 83163 Objekt-ID: 97032bis 2018 | Therese Riggle Straße 15 Standort KG: Obernberg am Inn |              | BDA-Hist.: Q38180016 Status: § 2a Stand der BDA-Liste: 2018-01-22 Name: Wohnhaus, ehem. Bürgerspital GstNr.: 81/4 |